# Principe du cassis de Dijon
Pour les articles homonymes, voir Cassis de Dijon.
 (janvier 2015).
Le principe du cassis de Dijon ou principe « Cassis de Dijon » est le nom donné au principe de la reconnaissance mutuelle, par les États membres de l'Union européenne, de leurs réglementations respectives, en l'absence d'harmonisation communautaire.

## Description
Ce principe découle de l'ancien article 28 du traité CE (aujourd'hui article 34 du TFUE), interdisant des mesures protectionnistes techniques, et est nommé ainsi d'après l'arrêt Cassis de Dijon (affaire 120/78 du 20 février 1979 de la Cour de justice des Communautés européennes (CJCE)). L'Allemagne avait interdit l'importation de la liqueur de cassis de Dijon à un importateur allemand, au motif que sa teneur en alcool était inférieure au taux minimal prescrit par le droit allemand. La Cour a soutenu que puisque cette liqueur était licitement produite et vendue en France, la législation allemande apportait une restriction à la libre circulation des marchandises ; restriction qui n'était en l'occurrence pas justifiée par un intérêt général (voir ci-dessous). En effet, une teneur en alcool inférieure à la législation nationale ne peut pas nuire à l'intérêt général.
Ce principe n'est pas absolu et un État peut introduire des restrictions techniques lorsqu'un intérêt général non économique, par exemple sanitaire, le nécessite (art. 36 du TFUE), ou dès lors que cela est nécessaire pour une « raison impérieuse d'intérêt général » autre que celles énumérées à l'article 36 précité, par exemple la protection des consommateurs, (arrêt C-366/04 du 24 novembre 2005, Schwarz, point 30 et 31). Cette restriction doit néanmoins être nécessaire et proportionnelle, la charge de la preuve pesant sur l'État membre : celui-ci doit établir que la restriction est limitée à ce qui est effectivement nécessaire pour la sauvegarde de l'intérêt général (arrêt 178/84 du 12 mars 1987, Commission/Allemagne, point 44).

## Extrait
« En l'absence d'une réglementation commune de la production et de la commercialisation de l'alcool, il appartient aux États membres de régler, chacun sur son territoire, tout ce qui concerne la production et la commercialisation de l'alcool et des boissons spiritueuses […] Il n'y a aucun motif valable d'empêcher que des boissons alcoolisées, à condition qu'elles soient légalement produites et commercialisées dans l'un des États membres, soient introduites dans tout autre État membre »

## Applicabilité en dehors de l'UE
La jurisprudence de la CJUE s'applique aux membres de l'Association européenne de libre-échange (AELE) signataires de l'Accord sur l'Espace économique européen, bien que celle-ci dispose également de sa propre Cour.
La Suisse, membre de l'AELE mais pas de l'Espace économique européen, a néanmoins adopté le principe de manière unilatérale (application autonome) dans le cadre de la révision de la loi fédérale sur les entraves techniques au commerce (LETC) en 2010,.
En vertu de l’union douanière entre la CE et la Turquie, le principe du cassis de Dijon s’applique aussi aux produits turcs dans l’EEE et aux produits de l’EEE en Turquie.

## Indication géographique protégée
La Crème de cassis de Bourgogne (et non « de Dijon »), depuis le 22 janvier 2015, a obtenu l’indication géographique protégée (IGP).

## Compléments